# 光魟
光魟（学名：Dasyatis laevigatus），又名光土魟，为软骨鱼纲燕魟目魟科半魟屬的鱼类。被IUCN评为近危物种。在中国，分布于黄海、东海等海域。该物种的模式产地在舟山群岛。